# Campsiura mirabilis
Campsiura mirabilis är en skalbaggsart som beskrevs av Franz Faldermann 1835. Campsiura mirabilis ingår i släktet Campsiura och familjen Cetoniidae. Inga underarter finns listade.